# Ahmadiyya-Lehre
Die Lehre der Ahmadiyya basiert auf dem Islam, dem Koran und den Hadith. Daneben haben aber auch die Schriften des Mirza Ghulam Ahmad eine große Bedeutung, vor allem bei der Auslegung von Koran und Hadith. Die zentralen Werte des Islam (Glaubensbekenntnis, Gebet, Fasten, Almosen und die Pilgerfahrt) werden geteilt. Insbesondere die Frage, ob es weitere Propheten nach Mohammed geben kann, spaltet sunnitische und schiitische Muslime einerseits und Ahmadiyya andererseits.
Die Ablehnung des Kalifentums führte zur Trennung der Ahmadiyya Andschuman Ischat-i-Islam Lahore (AAIIL) von der Ahmadiyya Muslim Jamaat (AMJ). Darüber hinaus unterscheidet sich die Ahmadiyya-Gruppe in der Stellung des Gründers Mirza Ghulam Ahmad, ob er als „Prophet“ (AMJ) oder „Reformer“ und „Erneuerer“ (AAIIL) zu gelten habe.

## Glaubensartikel
Die Glaubensartikel der Ahmadiyya-Bewegung definieren übereinstimmend mit der islamischen Orthodoxie den Koran als Wort Gottes, das die Menschen führt und leitet, und den Propheten Mohammed als vollkommene Verkörperung der islamischen Lehren, dessen Beispiel (Sunna) jeder Muslim nacheifern soll. Jedoch bringe jedes neue Zeitalter neue Herausforderungen mit sich, und mit der Zeit gehe auch das ursprüngliche Verständnis der Religion stückweise verloren. Aus diesem Grunde habe Gott den Muslimen versprochen, die Religion von Zeit zu Zeit zu erneuern bzw. zu reformieren.
Die gottgewollte Aufgabe eines Mudschaddids (Erneuerer der Religion) sei es, die ursprünglichen Lehren der Religion wiederherzustellen, neue Wahrheiten aus dem Koran hervorzuholen, die den Nöten, Herausforderungen und Zweifeln des jeweiligen Zeitalters begegnen, und den lebendigen Glauben im Herzen der Muslime durch neues Wissen, religiöse Erfahrung und göttliche Zeichen zu erwecken, die dem Mudschaddid von Gott gewährt werden.
Das besondere Islam-Verständnis der Ahmadiyya umfasst die folgenden Überzeugungen, die vom Mehrheitsislam zum Teil als sektiererisch erachtet werden:
- Der Islam ist international.

Gott hat seine Propheten unter allen Völkern berufen, nicht nur unter den Israeliten (wie bereits unter Muslimen allgemein anerkannt), sondern auch in Indien, China, Persien usw. Ein Muslim muss an all diese Propheten glauben, sie respektieren und an ihre Schriften glauben. Der Islam stellt die ursprüngliche Reinheit der von ihnen gelehrten ewigen Wahrheit wieder her und erweitert die Gültigkeit der nationalen Lehren, um einen universellen Glauben für alle Menschen bereitzustellen. Tugend/Frömmigkeit, gute Menschen und Wahrheit können in allen Völkern gefunden werden. Gott ist gleich für alle Menschen, unabhängig von ihrer Nationalität, Rasse oder Religion.
- Der Islam ist tolerant.

Er gibt jedem Mensch die völlige Freiheit, einen Glauben und eine Religion anzunehmen, zu vertreten und auszuüben. Unterschiede in Glauben und Interpretation, mit wem sie auch bestehen mögen, müssen toleriert werden. Kritik gegen den Islam darf nur mit Worten beantwortet werden, jede empfundene Beleidigung muss mit Geduld ausgehalten werden; die Antwort mit Gewalt ist den Lehren des Islam fremd. Die allgemeine Vorstellung des Islam als eine intolerante Religion ist völlig falsch.
- Der Islam ist friedfertig.

Er verurteilt jeglichen Gebrauch von Gewalt mit Ausnahme von unvermeidbarer Selbstverteidigung. Alle Schlachten des frühen Islam waren reine Verteidigungskämpfe. Muslime müssen unter jeder Gesellschaftsform friedlich leben, die ihnen Religionsfreiheit gewährt. Der Eindruck, dass der Islam seine Anhänger auffordere, Krieg zu führen oder zu rebellieren, um ihre eigene Gesellschaftsform zu etablieren, ist vollkommen falsch. Das Konzept des Dschihad wird weitreichend missverstanden: es bedeutete zuallererst eine spirituelle, intellektuelle und moralische Anstrengung, sich selbst zu verbessern und dann auch andere.
- Der Islam ist nicht sektiererisch.

Jeder Mensch, der die Kalima (den Spruch „Es gibt keinen Gott außer Allah, und Mohammed ist sein Gesandter“) bekennt, muss wie ein Bruder der Muslime behandelt werden. Es ist keine Inquisition (Befragung, Untersuchung) hinsichtlich Überzeugungen oder (Glaubens-)Motiven erlaubt. Entscheidungen, die unter gewissen Umständen Menschen aus dem Islam exkommunizieren, die die Kalima bekennen, stehen vollkommen der islamischen Lehre entgegen.
- Der Islam ist rational.

Er verlangt nachdrücklich den Gebrauch der Vernunft und gesicherten, insbesondere wissenschaftlichen Wissens in allen Dingen, auch in religiösen Angelegenheiten. Der Islam nimmt demnach für sich in Anspruch, alle seine Lehren, wo möglich, durch Argumente zu stützen und in seinen Lehren nicht im Widerspruch zu von der Wissenschaft anerkannten Theorien (z. B. der neo-darwinistischen Evolutionstheorie) zu stehen. Zugleich ist er sich bewusst, dass Glaubensinhalte als solche nicht deduktiv aus reiner Vernunft (Kant) und/oder wissenschaftlichem Wissen abgeleitet werden können, sonst wären es keine Glaubensinhalte, sondern wissenschaftliche oder philosophische Theorien. Die Einsicht in diesen prinzipiellen Unterschied zwischen Glauben und Wissen unterscheidet ihn von zahlreichen fundamentalistischen Glaubensrichtungen, die für sich in Anspruch nehmen, durch reine Argumentation und/oder Wissenschaft beweisbar zu sein. Glauben kann also nicht auf Vernunft basieren (im Sinne von „ableitbar sein“), darf dieser aber auch nicht widersprechen. Dies bedeutet für die Koranexegese, dass der Koran im Lichte der Wissenschaft und der Vernunft interpretiert werden muss. Blinde Gefolgschaft gegenüber nur scheinbar eindeutigen Koranversen oder religiösen Führern wird verworfen, die gedankenlose Nachahmung wird nicht empfohlen und die Freiheit des Denkens gewährt, d. h. insbesondere auch, dass Zweifel an allem erlaubt ist.
- Der Islam ist lebendig.

Sein Gottesdienst besteht nicht aus Ritualen, die ohne Denken und ohne Gefühle zu vollziehen sind. Seine Bedeutung liegt darin, die menschliche Seele in Kontakt mit einem lebendigen Gott zu bringen. Muslime müssen den Zweck von Gebet und Fasten kennen und sie dann in ihrem wahren Geist ausüben. Gott hört die Bitten der Menschen und antwortet ihren Gebeten. Zu allen Zeiten gab es Heilige, die (eine besondere) Nähe zu Gott hatten und Offenbarungen erhielten. Ihr Beispiel zeigt, dass es einen lebendigen Gott gibt, der sich der Menschheit mitteilt.
- Der Islam ist progressiv.

Der Koran offenbart ständig neue Schätze des Wissens als Antwort auf die neuen Probleme, Philosophien und Gedanken jedes Zeitalters.
- Der Islam unterstützt die Frauen.

Eine große Zahl an Missverständnissen hat sich an diesem Punkt entzündet, hauptsächlich weil lokale Traditionen mit den Lehren des Islam vermischt wurden. Nach islamischem Verständnis ist die Frau ein vollständiges und selbständiges menschliches Wesen, so wie der Mann auch. Sie sollte dieselbe Entscheidungsgewalt über ihr Leben haben (einschließlich Heirats- und Scheidungsangelegenheiten), wie sie der Mann über sein Leben hat.
- Der Islam lehrt höchste Sittlichkeit.

Er verlangt von den Muslimen, selber die höchsten moralischen Fähigkeiten zu entwickeln und diese noble Gesinnung zu zeigen, auch auf Kosten von persönlichen und nationalen Interessen. Die islamische Gesellschaft wird nicht geschaffen, indem Menschen Gesetze und Regeln auferlegt werden. Sie wird allein durch die Reformierung des Charakters von Individuen mittels moralischer Übung und guten Beispiels bzw. Vorbilds erreicht. Und das ist genau das, was der Prophet Mohammed tat.
- Der Islam gewinnt die Herzen.

Er trachtet danach, die Herzen und Sinne der Menschen auf einfühlsame, liebevolle Weise, durch Vernunftargumente und moralische Aufrufe zu gewinnen. Er verurteilt Fanatismus, Zwang und Intoleranz als Mittel zur Verbreitung des Glaubens. Weder wurde der Islam je durch Zwang verbreitet, noch wird sein prophezeiter Triumph durch solche Mittel herbeigeführt werden.
- Der Islam ist vollendet.

Der Koran und das Leben des Propheten Mohammed geben der Menschheit für alle künftigen Zeiten eine abgeschlossene und vollkommene Leitregel. Der Prophet Mohammed ist das beste und vollkommene Beispiel für die höchste Sittlichkeit, weshalb er das „Siegel der Propheten“ genannt wird. Es werden aber Mudschaddids (Erneuerer) von Gott herausgerufen werden, die das Licht des islamischen Glaubens wiederbeleben und neu entfachen sollen.

## Rechtsschulische Einordnung der Ahmadiyya
Die Ahmadiyya steht in der Scharia der hanefitischen Rechtsschule nahe. Eine wichtige Lehrmeinung ist die Ablehnung von Taqlid (wörtlich: Nachahmung), wonach jeder Muslim verpflichtet ist, sein Tun nach derjenigen Rechtsschule zu richten, der er von Geburt an oder durch Beitritt angehört. So soll es möglich sein, in jedem einzelnen Fall aus den Lehrmeinungen verschiedener Rechtsschulen eine den Zeitbedürfnissen entsprechende Entscheidung auszuwählen oder sie durch die Anwendung von Idschtihād (selbständige Entscheidung einer Rechtsfrage auf Grund der Interpretation von Quellen) neu zu fällen.
Der Koran gilt als die primäre Rechtsquelle. An zweiter Stelle kommt die Sunna (das Vorbild) des Propheten, die sich durch die Jahrhunderte in der muslimischen Gemeinde lebendig gehalten hat. Das Hadith (die Überlieferung) bildet die dritte Stelle in der Reihenfolge von Rechtsquellen gefolgt durch Qiyās (Analogieschluss).
Obwohl die Ahmadiyya betont daran festhält, ggfs. Rechtsfragen auf Grund von Quelleninterpretation neu zu fällen, richtet sie sich weitgehend nach der hanafitischen Rechtsschule. Die wenigen Fälle, bei denen sie sich anders entschieden hat, sind meistens von untergeordneter Bedeutung.
Mirza Ghulam Ahmad übte in seiner Eigenschaft als Mahdi und Messias in mehreren Fällen Idschtihād. Er erklärte zum Beispiel den Dschihad (aus religiösen Gründen) für aufgehoben. Damit setzte er sich im Gegensatz zu der Mehrheit, für die die Verpflichtung zum Dschihad stets bestehen bleibt, insbesondere im damaligen Indien, wo die Kolonialmacht Großbritannien ein Muslim-Reich abgelöst hatte. Dies trug ihm den Vorwurf der Komplizenschaft mit England ein.
Richtungsweisend war auch sein Rechtsspruch (Fatwa) über Bankzinsen. Zwar hielt er Zinsen in jeglicher Form für unzulässig, doch riet er seinen Anhängern dazu, die üblichen Bankzinsen für Spareinlagen anzunehmen. Sie sollten aber das Geld nicht für sich verwenden, sondern für die islamische Mission (Da'wa) ausgeben. Er betonte, dass diese Regelung zeitlich und räumlich begrenzt sei. Sobald der Islam sich von seiner momentanen Schwäche erholt haben wird, wird dieser Dispens ungültig.
In einem weiteren Rechtsspruch lehnte er Lebensversicherungen ab, weil er sie mit Glücksspiel gleichsetzte.
Apostasie
Muslimische Theologen sind sich einig, dass Apostasie ein strafwürdiges Verbrechen sei. Die Ahmadiyya hat sich jedoch theologisch gegen eine Bestrafung von Apostaten festgelegt.
Zu den bedeutungsvollsten Rechtssprüchen Nuur ud-Dins zählt seine Fatwa darüber, dass neben Juden und Christen auch Parsen, Anhänger Zoroasters, sowie Hindus und die Buddhisten zu den Ahl al-kitāb (Schriftbesitzern) gehören. Vor wenigen Jahren veröffentlichte das Ahmadiyya-Zentrum in Rabwah ein Buch über das „Fiqh-e-Ahmadiyya“.
Dschihad
Dschihad umschreibt die Anstrengungen oder das Bemühen auf dem Weg Gottes zur Umsetzung und Ausbreitung des Glaubens an Allah und die Wahrheiten der Botschaft des Korans. Die Ahmadiyya unterscheidet dabei drei Ebenen:
- Der größte Dschihad (dschihād akbar):

Der Kampf gegen das niedere Selbst, die Seele, die zum Bösen verführt, die Schwächen und Fehler, von denen niemand gerne spricht (privater Dschihad)
- Der große Dschihad (dschihād kabīr):

Das Verbreiten von Weisheit und Wissen, vornehmlich anhand der Lehren des „Heiligen Koran“ (gesellschaftlicher Dschihad, soziales Engagement, Mission, Dawa)
- Der kleine Dschihad (dschihād saghīr):

Die Verteidigung von Glauben, Gut und Leben, notfalls mit der Waffe. Dies gilt nur für den Verteidigungsfall (Dschihad des Schwertes).
Die Ahmadiyya bezieht sich für diese Gliederung auf den Propheten Mohammed, der, als er von einem Feldzug zurückkehrte, einem Hadith zufolge gesagt haben soll:
»Wir kommen aus dem kleinen Dschihad und vor uns liegt der größte Dschihad.«
Der Kampf des Mystikers um Gotteserkenntnis wird demnach ebenso als Dschihad verstanden wie die Missionstätigkeit eines Predigers. Der Dschihad kann aber auch weltlich verstanden werden, so wie in Tunesien der Kampf gegen das Analphabetentum als Dschihad deklariert wurde.
Mirza Ghulam Ahmad lehrte, dass der Dschihad der heutigen Zeit nicht der „Dschihad des Schwertes“, sondern der „Dschihad der Zunge“ und der „Dschihad der Feder“, also ein „Kampf des Argumentes“ sei.
Homosexualität
Die Ahmadiyya lehnt Homosexualität als ein unislamisches, unchristliches und unjüdisches Verhalten ab. Allerdings will sie damit nicht zu Verfolgung, Hass oder Gewalt aufrufen. Homosexuelle Veranlagung soll nicht öffentlich gezeigt werden. So heißt es über lesbische Mosleminnen: „Wenn man es ihnen aber gestattet, sich frei in der Gesellschaft zu bewegen, können sie auch andere Frauen anstecken. Aus diesem Grunde soll das Ausgehverbot genügen, und sie dürfen ohne Begleitung nicht alleine ausgehen.“ Offen homosexuell lebende Mitglieder müssen deshalb mit einem Ausschluss aus der Gemeinde rechnen. Homosexueller Geschlechtsverkehr gilt als Sünde, da außereheliche Sexualkontakte verboten seien und es keine gültige homosexuelle Ehe geben könne.
Drogen und Alkohol
Der Konsum von Drogen und Alkohol ist nach den Vorschriften der Gemeinschaft komplett verboten. Dies gilt als einzige Lösung für die durch den Konsum verursachten gesellschaftlichen Probleme.

## Unterschiede zu Sunniten und Schiiten
Obwohl die Fünf Säulen des Islam sowie die Sechs Glaubensgrundsätze geteilt werden, unterscheidet sich die Ahmadiyya-Lehre von sunnitischen und schiitischen Grundsätzen in Folgendem:
- Abrogation: Der Koran enthält keine Widersprüche und es sind keine seiner Verse aufgehoben, der Koran hat Vorrang über Hadith und Traditionen. Das bedeutet, dass kein Koranvers einem anderen widerspricht und kein Hadith kann Versen des Korans widersprechen. Hadithe, die im Widerspruch zum Koran stehen, werden von der Ahmadiyya nicht akzeptiert, da sie im Gegensatz zum Koran nicht als Gottes Wort gelten.[10]

- Dschihad: Der (kriegerische) Dschihad darf nur zur Verteidigung in extremen Situationen von religiöser Verfolgung, nicht aber als politische Waffe oder als Vorwand für die Eroberung fremder Territorien geführt werden.[11][12] Die Auswanderung ist dem Kampf vorzuziehen. (Sure 8:72, 22:58)

- Isa ibn Maryam: Jesus Christus, der am Kreuz hing, habe überlebt und sei in einer Grabkammer genesen. Unter dem Namen Yuz Asaf sei er daraufhin nach Kaschmir emigriert, wo er die „Verlorenen Stämme Israels“ gesucht habe. Nach einer langen Lehrtätigkeit sei er eines natürlichen Todes gestorben. Das Grab von Yuz Asaf befinde sich in Srinagar, der Hauptstadt Kaschmirs.[13] Er habe auch die Ankunft des Propheten Mohammed vorhergesagt, was Christen als „Heiliger Geist“ missverstanden hätten.

- Mahdi: Der „Messias“ und „Mahdi“ sind ein und dieselbe Person und der Islam wird den Anti-Christ (Daddschāl) besiegen in einer ähnlich langen Zeitspanne, die das werdende Christentum brauchte, sich zu etablieren (300 Jahre).[14] Muslime glauben, dass Jesus leibhaftig in den „Letzten Tagen“ vom Himmel steigen wird, um „das Schwein zu töten und das Kreuz zu brechen“ – und dies in wörtlicher Weise –, um den Islam wiederzubeleben. Ahmadis glauben, dass die „Wiedergeburt“ des Islam durch eine spirituelle Erneuerung stattfindet (Töten des Schweins) und der Sieg über das Christentum durch die Kraft der Argumente (Brechen des Kreuzes) erreicht wird.[15]

- Prophetentum: Für Sunniten und Schiiten ist das Prophetentum durch Mohammed abgeschlossen. Die Ahmadiyya Muslim Jamaat glaubt, dass Mohammed das Prophetentum zur Perfektion gebracht habe und der letzte „gesetzbringende“ Prophet sei, die Vervollkommnung der spirituellen Entwicklung des Menschen. Trotzdem hält die AMJ weitere Propheten für möglich, allerdings seien diese Mohammed untergeordnet und können ihn weder überragen noch seine Lehren verändern noch ein neues (göttliches) Gesetz bzw. Religion bringen.[16] Während die AMJ so Mirza Ghulam Ahmad als einen Mohammed untergeordneten Propheten versteht, verneint die Ahmadiyya Andschuman Ischat-i-Islam Lahore die Möglichkeit, dass Propheten nach Mohammed auftreten.[17] Die AAIIL sieht in Mirza Ghulam Ahmad lediglich einen „Reformer“ und „Erneuerer“.

- Offenbarung: Die Ahmadiyya glaubt an den Fortbestand „göttlicher Offenbarung“. Obschon der Koran als die letztgültige Botschaft Gottes an die Menschheit gilt, besitze Gott weiterhin die Eigenschaft, sich auserwählten Individuen zu offenbaren, so wie man glaubt, dass er es immer getan habe. Alle göttlichen Attribute gelten als ewig. Die AMJ schreibt die Fähigkeit, „göttliche Offenbarungen“ zu erhalten, vor allem ihrem geistigen Oberhaupt, dem Khalifat ul-Massih, zu.

- Idschtihād: Sunniten und Schiiten haben die „Tore des Idschtihad“ im vierten oder fünften Jahrhundert islamischer Zeitrechnung für geschlossen erklärt. Das „Schließen der Tore des Idschtihad“ wird zwar kontrovers diskutiert und oft ihre Wiedereröffnung vorgeschlagen oder sogar tatsächlich von einigen in der Praxis geöffnet, was aber weder im fundamentalistischen noch im konservativen Islam bisher anerkannt ist. Die Ahmadiyya versteht sich u. a. deshalb als „Reformgemeinde“, weil sie die selbstständige Interpretation der Rechtsquellen (Idschtihad) für geboten und erlaubt hält und davon auch in der Fiqh-e-Ahmadiyya Gebrauch macht.

## Vergleich der Dogmen
| Glaubenssatz                        | Sunniten und Schiiten | Lahore-Ahmadiyya-Bewegung | Ahmadiyya Muslim Jamaat |
| ----------------------------------- | --- | --- | --- |
| Die Wiederkunft Isa bin Maryams     | In den „Letzten Tagen“ wird Jesus leibhaftig vom Himmel herabsteigen. | Jesus wird nicht leibhaftig wiederkommen. Die Berichte über seine Wiederkunft sind allegorisch zu verstehen und beziehen sich auf Mirza Ghulam Ahmad. | Jesus wird nicht leibhaftig wiederkommen. Die Berichte über seine Wiederkunft sind allegorisch zu verstehen und beziehen sich auf Mirza Ghulam Ahmad. |
| Die Wiederkunft Isa bin Maryams     | Er werde „östlich von Damaskus“ auf ein Minarett herabsteigen. | Die Prophezeiungen des zweiten Auftretens Jesu wurde in der Person von Mirza Ghulam Ahmad erfüllt. Als Zeichen dieser Erfüllung wurde das „Weiße Minarett“ in Qadian gebaut, das östlich von Damaskus liegt. | Die Prophezeiungen des zweiten Auftretens Jesu wurde in der Person von Mirza Ghulam Ahmad erfüllt. Als Zeichen dieser Erfüllung wurde das „Weiße Minarett“ in Qadian gebaut, das östlich von Damaskus liegt. |
| Die Wiederkunft Isa bin Maryams     | [ 18 ] | [ 19 ] | [ 20 ] |
| Die Stellung von Mirza Ghulam Ahmad | Sunniten und Schiiten sehen in Mirza Ghulam Ahmad einen Apostaten und als einen von 30 falschen Propheten, vor denen der Prophet Mohammed gewarnt hatte. | Er ist Prophet nur im allegorischen Sinn. Er gilt als „Reformer“ und „Erneuerer“. | Er ist „Prophet“ in vollem Wortsinn mit der Ausnahme, dass er kein neues Gesetz (Koran) brachte. |
| Die Stellung von Mirza Ghulam Ahmad | Sunniten und Schiiten sehen in Mirza Ghulam Ahmad einen Apostaten und als einen von 30 falschen Propheten, vor denen der Prophet Mohammed gewarnt hatte. | Er sei der „Mudschaddid des 14. Islamischen Jahrhunderts“. Er sei der Messias (2. Erscheinen Jesu) und der Mahdi. | |
| Kalima Schahada                     | Die Kalima-Schahada lautet „La illaha ilallah, muhammadur rasullulah“. | Die Kalima-Schahada lautet „La illaha ilallah, muhammadur rasullulah“. | Die Kalima-Schahada lautet „La illaha ilallah, muhammadur rasullulah“. |
| Kalima Schahada                     | Das Sprechen der Kalima ist die Basis, um Muslim zu sein. In manchen Ländern (Pakistan, Bangladesch, …) ist die Zustimmung zur Aussage „Mirza Ghulam Ahmad ist ein Apostat“ Voraussetzung, um als Muslim zu gelten. | Niemand, der die Kalima Schahada spricht, kann von jemand anderem zum Nicht-Muslim erklärt werden. | Niemand, der die Kalima Schahada spricht, kann von jemand anderem zum Nicht-Muslim erklärt werden. |
| Kalima Schahada                     | Das Sprechen der Kalima ist die Basis, um Muslim zu sein. In manchen Ländern (Pakistan, Bangladesch, …) ist die Zustimmung zur Aussage „Mirza Ghulam Ahmad ist ein Apostat“ Voraussetzung, um als Muslim zu gelten. | Mirza Ghulam Ahmad verurteilte es, dass Muslime andere Muslime zu Ungläubigen („Kafir“) erklären. | Trotzdem werden Sunniten und Schiiten, die die Kalima sprechen, als „Kafir“ in Bezug auf ihren Unglauben an das Prophetentum von Mirza Ghulam Ahmad bezeichnet. |
| Der Abschluss des Prophetentums     | Mohammed ist „Siegel der Propheten“ خاتم النبيين / ḫātam an-nabiyyīna | Mohammed ist „Siegel der Propheten“ خاتم النبيين / ḫātam an-nabiyyīna | Mohammed ist „Siegel der Propheten“ خاتم النبيين / ḫātam an-nabiyyīna |
| Der Abschluss des Prophetentums     | Der Ausdruck im Koran „Siegel der Propheten“ bedeute, dass Mohammed der letzte Prophet ist. | Mohammed ist der letzte Prophet. | Mohammed ist der „größte“ und „beste“ Prophet, nicht aber der „letzte“ Prophet. Er brachte das Prophetentum zur Perfektion und schloss das religiöse Gesetz (Koran) ab. |
| Der Abschluss des Prophetentums     | Trotzdem schließt das nicht das Wiedererscheinen eines „alten“ Propheten aus, z. B. die Wiederkunft Jesu in den „Letzten Tagen“. | Kein Prophet, weder ein neuer noch ein alter, kann nach ihm kommen. | Propheten nach Mohammed müssen seiner Sunna (Beispiel) und Hadith (Botschaft) folgen. Sie müssen den Stempel Mohammeds (Siegel) tragen, dürfen kein neues Gesetz (Koran) bringen und können ihn nicht in Perfektion übertreffen.                                                                                          |
| Der Abschluss des Prophetentums     | Trotzdem schließt das nicht das Wiedererscheinen eines „alten“ Propheten aus, z. B. die Wiederkunft Jesu in den „Letzten Tagen“. | Mirza Ghulam Ahmad sei der Mudschaddid (Erneuerer) des 14. Islamischen Jahrhunderts, aber kein Prophet. | Mirza Ghulam Ahmad war der Mudschaddid (Erneuerer) des 14. Islamischen Jahrhunderts und ein (Mohammed nachgeordneter) Prophet. |
| Jesus Christus                      | Isâ (Jesus) starb nicht am Kreuz. | Isâ (Jesus) starb nicht am Kreuz. | Isâ (Jesus) starb nicht am Kreuz. |
| Jesus Christus                      | Jesus wurde in wunderbarer Weise durch die Jungfrau Maria (Maryam) geboren. | Die Jungfrauengeburt wird abgelehnt. | Jesus wurde durch die Jungfrau Maria geboren, ist aber rational erklärbar. |
| Jesus Christus                      | Über das Kreuzigungsgeschehen gibt es mehrere Versionen: a) Gott hat Jesus errettet, indem er ein großes Durcheinander heraufbeschwor, so dass niemand recht weiß was geschah, b) ein anderer als Jesus wurde gekreuzigt (Verwechslungstheorie)                                                                                                | Jesus entkam dem „verfluchten Tod“ am Kreuz und starb eines natürlichen Todes. Er wird nicht leibhaftig wiederkommen. | Jesus entkam dem „verfluchten Tod“ am Kreuz und starb eines natürlichen Todes. Er wird nicht leibhaftig wiederkommen. |
| Jesus Christus                      | Jesus befindet sich im Himmel und wird von dort kurz vor der „Stunde“ wieder auf die Erde zurückkommen. Obwohl Jesus (der als Prophet gilt) wiederkommen soll, berührt das nicht den Anspruch Mohammeds, der letzte Prophet zu sein. | Die Jesus-Lehre ist sehr ähnlich der von AMJ. Allerdings ist die Jesus-Lehre (bis auf die Jungfraugeburt) kein wesentlicher Glaubensbestandteil und der persönlichen Überzeugung des Einzelnen überlassen. | Nach der Errettung vom Kreuz wanderte Jesus bis nach Kaschmir auf der Suche nach den „Verlorenen Stämmen“. Er starb nach einem langen Leben und wurde in Srinagar unter dem Namen Yuz Asaf (Jesus-Grab) beerdigt. |
| Dschihad                            | Der (kriegerische) Dschihad ist prinzipiell auch heute noch möglich. Traditionell wurde dieser Dschihad vom Emir-al-Muminin, dem Führer der Gläubigen ausgerufen. Mit der Abschaffung des osmanischen Kalifats und die Errichtung der Nationalstaaten in der islamischen Welt ist dies in dieser Form nicht mehr möglich.                      | Mirza Ghulam Ahmad hat das Recht, aus Glaubensgründen zur Waffe zu greifen, für aufgehoben erklärt. Es gehört zu den Prophezeiungen über das Erscheinen des Messias, dass er den (religiös begründeten) bewaffneten Dschihad abschaffen würde.                                                                            | Mirza Ghulam Ahmad hat das Recht, aus Glaubensgründen zur Waffe zu greifen, für aufgehoben erklärt. Es gehört zu den Prophezeiungen über das Erscheinen des Messias, dass er den (religiös begründeten) bewaffneten Dschihad abschaffen würde.                                                                            |
| Dschihad                            | Heute muss die Ausrufung des Dschihad wohl unter „Psychologische Kriegführung“ verbucht werden. Die Vorstellungen über die Voraussetzungen für den Dschihad variieren stark. | Heute steht Muslimen, die verfolgt und unterdrückt werden, die Möglichkeit offen, auszuwandern und ein Gebiet zu finden, in dem sie in Frieden leben können. Der bewaffnete Dschihad wurde durch den Dschihad des Argumentes abgelöst. Nach einem Hadith ist „Tinte des Gelehrten wertvoller als das Blut des Märtyrers“. | Heute steht Muslimen, die verfolgt und unterdrückt werden, die Möglichkeit offen, auszuwandern und ein Gebiet zu finden, in dem sie in Frieden leben können. Der bewaffnete Dschihad wurde durch den Dschihad des Argumentes abgelöst. Nach einem Hadith ist „Tinte des Gelehrten wertvoller als das Blut des Märtyrers“. |
| Apostasie                           | Der Koran selbst sieht keine irdische Bestrafung für Apostasie vor. Jedoch gibt es Überlieferungen, in denen Mohammed die Todesstrafe für Abtrünnige gefordert haben soll. Die Apostasie wird in vielen Ländern, die sich als staatliche Rechtsordnung an der Scharia orientieren, als strafbares Vergehen gesehen. (Siehe Apostasie im Islam) | Die – gemäß der Lehre der Ahmadiyya – im Koran gewährte Religionsfreiheit (Koran 2:256, 10:99) gilt uneingeschränkt. Abkehr vom islamischen Glauben oder Übertritt zu einer anderen Religion unterliegt keiner (irdischen) Strafe.                                                                                        | Die – gemäß der Lehre der Ahmadiyya – im Koran gewährte Religionsfreiheit (Koran 2:256, 10:99) gilt uneingeschränkt. Abkehr vom islamischen Glauben oder Übertritt zu einer anderen Religion unterliegt keiner (irdischen) Strafe.                                                                                        |
| Führung der Umma                    | Sunniten: Der Kalif wird von der Umma entweder gewählt oder mindestens seine Ernennung bestätigt. Der letzte osmanische Kalif (Abdülmecit II.) wurde 1924 von Mustafa Kemal Atatürk abgesetzt. | Der Nachfolger von Mirza Ghulam Ahmad war Nuur ud-Din. Nach seinem Ableben führte ein Dissens über die Führung der Ahmadiyya-Bewegung zur Spaltung. | Der Nachfolger von Mirza Ghulam Ahmad war Nuur ud-Din. Nach seinem Ableben führte ein Dissens über die Führung der Ahmadiyya-Bewegung zur Spaltung. |
| Führung der Umma                    | Schia: Der Imam muss Nachfolger von Mohammed und Ali sein. Die Schiiten warten auf das Wiedererscheinen des „Verborgenen Imam“. In Iran (Zwölferschiiten) führt der ranghöchste Ayatollah stellvertretend die Führung der Umma, der islamischen Gemeinschaft.                                                                                  | Die Fraktion, die das Kalifat verwarf, wurde nach ihrem Hauptsitz auch kurz „Lahori“ genannt. Sie bildete eine Art Präsidium mit einem Emir als Leiter. | Die Fraktion, die am Kalifat festhielt, wurde nach ihrem Hauptsitz auch kurz „Qadiani“ genannt. Sie wählte Mirza Baschir-ud-Din Mahmud Ahmad zum 2. Khalifat ul-Massih. |
| Kalifat                             | Sunniten: Die Wiederaufrichtung des Kalifats ist immer wieder Diskurs in der islamischen Welt. | Die Kalifat-Idee wurde mit der Abspaltung im Jahre 1914 verworfen. | Nach Auffassung der AMJ wurde das mit dem Osmanischen Reich zum Ende gekommene Kalifat von der Ahmadiyya neu belebt. Darunter wird nicht die Fortsetzung des osmanischen Kalifats verstanden, sondern ein Neuanfang. |
| Feste                               | Das Fest des Fastenbrechens (´Īd al-fitr) das Opferfest ('Īd ul-Adha) | Das Fest des Fastenbrechens (´Īd al-fitr) das Opferfest ('Īd ul-Adha) | Das Fest des Fastenbrechens (´Īd al-fitr) das Opferfest ('Īd ul-Adha) |
| Feste                               | Schiiten: Märtyrertod Hussains (Aschura-Fest). | | Jalsa Salana |

## Koran

### Übersetzung
Die Koranübersetzung der Ahmadiyya gilt als die erste Übersetzung des Koran ins Deutsche aus muslimischer Feder (1939: AAIIL, 1954: AMJ).

### Verszählung
Die Verszählung der Ahmadiyya-Koranausgabe schließt die Basmala „Im Namen Allahs, des Gnädigen, des Barmherzigen.“ jeweils als erste Aya ein, während andere Koranausgaben die Basmala außer in Sure 1 nicht mitzählen. Dadurch verschiebt sich die Verszählung um eins, außer in den Suren 1 (hier wird die Basmala auch in anderen Ausgaben mitgezählt) und 9 (hier fehlt die Basmala). Die Koranausgabe zählt 6348 Verse.

### Muqatta'at
Die Geheimnisvollen Buchstaben (Muqatta'at) übersetzt die Ahmadiyya so:
| Buchstaben           | AMJ-Ausgabe                                                | AAIIL-Ausgabe                                                         |
| -------------------- | ---------------------------------------------------------- | --------------------------------------------------------------------- |
| Alif Lām Mīm         | Ich bin Allah, der Allwissende.                            | Ich bin Gott, der Allwissende.                                        |
| Alif Lām Mîm Sād     | Ich bin Allah, der Allwissende, der Wahrhaftige.           | Ich bin Gott, der Allwissende, der wahr ist in Seinen Versprechungen. |
| Alif Lām Rā'         | Ich bin Allah, der Allsehende.                             | Ich bin Gott, der Allsehende.                                         |
| Alif Lām Mīm Rā      | Ich bin Allah, der Allwissende, der Allsehende.            | Ich bin Gott, der Allwissende und Allsehende.                         |
| Kāf Hā' Yā' ʿAin Sād | O Allwissender, Wahrhaftiger! Du genügst, bist der Führer. | Du genügst als Führer, o Wissender und Wahrhaftiger!                  |
| Ta Ha                | O vollkommener Mensch.                                     | O vollkommener Mann.                                                  |
| Tā' Sīn Mīm          | Der Reinigende, der Erhörende, der Erhabene!               | Allgütiger, allhörender, allwissender Gott!                           |
| Tā Sīn               | Der Reinigende, der Erhörende!                             | Allgütiger, allhörender Gott!                                         |
| Yā Sīn               | O Führer!                                                  | O (vollkommener) Mann!                                                |
| Sād                  | Wahrhaftiger!                                              | Wahrhaftiger Gott!                                                    |
| Hā Mīm               | Der Preiswürdige, der Erhabene!                            | Gepriesener, glorreicher Gott!                                        |
| ʿAin Sīn Qāf         | Der Allwissende, der Allhörende, der Allmächtige!          | Allwissender, allhörender, allmächtiger Gott!                         |
| Qāf                  | Der Allmächtige!                                           | Allmächtiger Gott!                                                    |

## Koranübersetzungen
- Mirza Tahir Ahmad (Hrsg.): Koran. Der Heilige Qur-ân. Arabisch und Deutsch; Verlag Der Islam; Frankfurt 1954 am Main; letzte überarbeitete Auflage 1996, unv. nachgedruckt 2003, ISBN 3-921458-00-5; Online-Version 2004; 8. überarbeitete Taschenbuchauflage, Frankfurt am Main 2014
- Sadr ud-Din (Übers. + Hrsg.): Der Koran. Arabisch-Deutsch; Übersetzung, Einleitung und Erklärung von Maulana Sadr ud-Din; Verlag der Moslemischen Revue (Selbstdruck); Berlin 1939; 2. unveränderte Auflage 1964; o. ISBN